# チューイング
チューイング (英語：Chew and Spit ,略語：CHSPまたはCS)は摂食障害の一種。
噛み吐き・噛み砕きとも呼ばれる。
食物を口に含み咀嚼して飲み込まずに、ビニール袋等に吐き出すという行為を一定時間に渡って行うものである。
拒食症や過食症・過食嘔吐など他の摂食障害から見ると、拒食とも過食とも取られる特異な行為であり特定不能の摂食障害とみなされるが、広義では過食症・過食嘔吐の一端に含まれることもある。
食べ物が口に含まれ咀嚼されて、体(脳)は食事をしている状態だと認識するが、
肝心の食べ物がほとんど嚥下をされずにほぼ吐き出されてしまうので、自律神経が乱され、
栄養が吸収されず低血糖状態に陥ったり、さらに異常な食欲が湧いたりする。
次第にチューイングだけで満足感を得られなくなってくると過食嘔吐や、チューイングによる少量の食物の嚥下をも恐れて拒食症に移行する場合もある。
またチューイングは自律神経を乱すほかに、
基礎代謝が下がる
・唾液腺が腫れる
・顔が浮腫む
・口内炎や血豆ができやすくなる(咀嚼中に誤って口腔内を噛むことが多いため)
・齲蝕になることがある
・胃炎を引き起こすことがある
など身体への弊害もある。
さらに女性では月経の停止もありうる。
なお、チューイングには長時間に渡って行う・行う回数や食物の量が増えるなど周期性と習慣性があるとされる。
通常は人に見られたくない・知られたくないとの思いから一人になれる場所や状況下で行われるが、
人前や外出先など状況や場所を問わず、どこでも行うようになることもある。
反対に、どこでもチューイングしてしまうのではないかという恐怖心から、会食恐怖・会食不能に陥ることもある。